# Episodi di Panda (prima stagione)
La prima stagione della serie televisiva francese Panda, composta da 6 episodi, per il Belgio è stata trasmessa in prima visione assoluta su RTL TVI dal 20 novembre al 13 dicembre 2023, mentre in Francia è stata trasmessa su TF1 dal 30 novembre al 13 dicembre 2025.
In Italia è stata trasmessa in prima visione su Rai 2 ogni lunedì dall'8 al 22 luglio 2024, con due episodi alla volta per tre prime serate.
| nº | Titolo originale  | Titolo italiano             | Prima TV         | Prima TV       | Prima TV |
| nº | Titolo originale  | Titolo italiano             | Belgio           | Italia         |          |
| -- | ----------------- | --------------------------- | ---------------- | -------------- | -------- |
| 1  | Retour de karma   | Ritorno di karma            | 22 novembre 2023 | 8 luglio 2024  |          |
| 2  | Poly-killer       | Poli-omicida                | 22 novembre 2023 | 8 luglio 2024  |          |
| 3  | Démon de minuit   | Il karaoke-killer           | 29 novembre 2023 | 15 luglio 2024 |          |
| 4  | Mon nom est Panda | Io sono Panda               | 29 novembre 2023 | 15 luglio 2024 |          |
| 5  | Panda'Splash      | Omicidio al parco acquatico | 6 dicembre 2023  | 22 luglio 2024 |          |
| 6  | Zéro Zéro Zen     | Missione Zen                | 13 dicembre 2023 | 22 luglio 2024 |          |

## Ritorno di karma
- Titolo originale: Retour de karma
- Diretto da: Nicolas Cuche

### Trama
Il giovane Léo, inseguito dalla poliziotta Lola, tenta di nascondersi nella capanna di Panda ma vengono entrambi portati in commissariato. Léo, accusato dell'omicidio di una promettente tennista poiché trovato privo di sensi e armato di un punteruolo da ghiaccio accanto al corpo della vittima, implora Panda di aiutarlo quando scopre il suo passato di tenente di polizia, prima di mollare tutto e aprire un piccolo bar sulla spiaggia a Camargue dove vive con il figlio adottivo 16enne Roman. Panda, convinto della sua innocenza, si ritrova coinvolto nella vicenda contro la sua volontà e torna alla sua precedente vita di poliziotto, quando ancora si faceva chiamare col vero nome Victor Pandaloni.
Arthur Berthelot, figlio di un magnate dell'immobiliare di lusso, ha organizzato la festa sullo yacht del padre Frédéric dove si è consumato l'omicidio di Amandine Janson; Arthur dichiara di non conoscere né il presunto assassino né la vittima. Panda deduce che Léo ha estratto il punteruolo dal corpo di Amandine dopo essersi risvegliato, e che con il suo corpo ha fermato la macchia di sangue che si stava spargendo sul letto; invece Lola scopre che la ragazza era imbottita di ansiolitici a causa della fortissima pressione esercitata dalla madre Christine – il cui club di tennis è finanziato da Frédéric – che voleva farla diventare una campionessa come lei, mentre l'amica Manon rivela che Arthur la corteggiava. Panda spinge Arthur ad ammettere di sentirsi trascurato dai genitori, che non lo considerano, e di averci provato con Amandine che però lo ha rifiutato, pur presentandosi alla festa.
Manon consegna a Lola il cellulare di Amandine; in una conversazione Arthur si era scusato con la ragazza per aver provato a baciarla, mentre in un'altra con una persona anonima ci sono indirizzi e orari probabilmente legati a uno spaccio di droga. Panda e Lola scoprono che il misterioso spacciatore è Léo, che approfittava delle feste per vendere di più, e che la sera dell'omicidio di Amandine quest'ultima era più turbata del solito e voleva dirgli qualcosa.
Panda deduce che Amandine non volesse prendersela con Berthelot per evitare di far perdere lo sponsor al club della madre, e Lola ipotizza che la ragazza possa aver avuto problemi con Frédéric. Dalle telecamere di videosorveglianza, Stan scopre che l'uomo ha lasciato la propria casa a mezzanotte e che due ore dopo ha lavato l'auto in una rimessa piena di barche, ovvero il parcheggio della società; l'auto è stata ripulita da terra rossa proveniente dal cantiere, dove viene rinvenuto il corpo della collaboratrice dell'imprenditore, incinta di quattro mesi e uccisa poche ore prima di Amandine. Lola pensa che Amandine, dopo aver rifiutato Arthur ed essere entrata nella villa, abbia assistito alla morte della donna dopo un litigio finito male, e che Frédéric abbia deciso di farla fuori per eliminare una testimone scomoda. Frédéric confessa di aver ucciso accidentalmente la collaboratrice, mentre invece è Arthur ad aver assassinato Amandine: il ragazzo sapeva della colpevolezza del padre ma aveva taciuto per dimostrargli il suo amore, poi ha ucciso Amandine mentre era insieme a Léo.
Il commissario Messina ringrazia Panda per l'aiuto con il caso Janson e gli chiede di tornare a lavorare per la polizia.
- Altri interpreti: Boris Baroux (Arthur Berthelot), Matthieu Rozé (Frédéric Berthelot), Cassandra Chevrillot (Amandine Janson), Frédérique Dufour (Christine Janson), Théo Gerey (Léo), Rosie Boccardi (Manon), Jean-Louis Garçon (insegnante di Roman), Sebastien Barret (ragazzo alla festa).

## Poli-omicida
- Titolo originale: Poly-killer
- Diretto da: Nicolas Cuche

### Trama
Panda accetta di tornare in servizio, ma alle sue condizioni: senza violenza, senza armi, senza divisa, spostarsi sovente solo con la sua bicicletta e, soprattutto, non doversi alzare troppo presto al mattino.
Con Lola indaga su un omicidio avvenuto durante una serata organizzata dalla pittrice Marina Simon, la quale aveva una relazione poliamorosa con ciascuno degli ospiti: l'architetto Robin, l'agente immobiliare Bertrand, il barman Yanis e la farmacista Chloé (che usa un bastone a causa di un incidente in scooter anni prima). La vittima, uccisa con un raschietto da disegno, è l'osteopata Damien, del quale Marina si era follemente innamorata tre mesi prima e col quale avrebbe dovuto sposarsi a breve, tanto da aver chiamato i suoi quattro amanti per avvisarli che li avrebbe lasciati. Yanis e Chloé vengono esclusi dai sospettati poiché sono mancini, siccome il colpo è stato inferto da un destrimano.
Lola e Panda visitano Bertrand, che è sposato e con due figli piccoli; l'uomo dichiara di amare la moglie, di non essere interessato al poliamore, che la storia con Marina è stata solo un caso e di non aver ucciso nessuno. Robin (che ha chiamato l'amante ben trenta volte il giorno dopo l'omicidio) ammette di aver incontrato Marina nel negozio di colori dove lavorava, di essersene innamorato a prima vista e di aver "assunto" l'identità del vicino di casa per rendersi più interessante agli occhi della donna (convinto che altrimenti non lo avrebbe considerato) incontrandola poi a una mostra; anche lui nega di aver ucciso Damien.
Robin viene assassinato con due colpi di pallottola all'addome a distanza ravvicinata, senza però morire sul colpo poiché l'aggressore, come Panda deduce, è un dilettante che è fuggito quando Robin ha tentato di difendersi. Dopo aver recuperato l'arma, Panda ha un mancamento; qualche ora più tardi, confida al commissario Messina di sentirsi ancora in colpa per aver ucciso un uomo anni prima, anche se ha agito per legittima difesa. Dall'analisi della saliva sulla sigaretta trovata alla villa si desume che Robin è stato testimone dell'omicidio; viene escluso che ad ucciderlo sia stato Bertrand, poiché da giovane praticava il pentathlon, che prevede il tiro a segno e quindi il porto d'armi e una certa esperienza.
La moglie di Bertrand ammette di sapere che il marito la tradiva. Era andata alla villa con l'intenzione di sparare a Marina, ma poi l'aveva sentita dire al telefono che avrebbe lasciato tutti i suoi amanti; poco dopo sentì arrivare Chloé, la quale avvertì Marina di non legarsi a Damien definendolo pericoloso. In quel momento fece per andarsene, ma il cane la aggredì strappandole un pezzo di vestito e lei abbandonò la pistola in giardino.
Stan scopre che Chloé e Damien hanno frequentato insieme il primo anno di medicina, che è in comune per i loro due indirizzi di studio; la segreteria dell'università gli comunica che Chloé ha cambiato università da un giorno all'altro. Successivamente interroga una sua vecchia amica, venendo a sapere che porta un bastone non a causa di un incidente in scooter, ma perché è stata aggredita; all'epoca Chloé e Damien erano fidanzati, ma il loro rapporto era molto difficile e probabilmente lei, trovandosi di fronte all'aggressore, ha deciso di ucciderlo per vendicarsi e poi ha sparato a Robin, unico testimone dell'omicidio.
Chloé confessa a Panda che lei e Damien erano molto innamorati, e che quando ha deciso di lasciarlo lui è impazzito e l'ha spinta così forte che è caduta dalla finestra del secondo piano, ma non l'ha denunciato per paura ed è fuggita, dicendo che era stato un incidente; quando ha scoperto che Marina aveva intenzione di sposarsi con Damien le raccontò cosa le aveva fatto. Marina confessa di essere stata lei ad aver ucciso Damien perché quando gli chiese spiegazioni lui sorrise lasciandola attonita; quando Chloé arrivò all'atelier cercò di aiutare Marina a pulire il sangue, ma vennero sorprese da Robin, il quale il giorno dopo tentò di ricattarla, così Chloé raccolse l'arma che la moglie di Bertrand aveva lasciato in giardino e uccise Robin.
Lola è ancora innamorata del suo ex Eliott, ma quando si fa coraggio decidendo di andarlo a trovare scopre che ha una compagna. Il commissario Messina visita il bar di Panda, e chiacchierando con Roman scopre che suo padre biologico, Marco Torres, era un poliziotto morto in servizio; Messina intuisce che Panda ha adottato Roman per rimediare al senso di colpa di averne ucciso il padre, e gli chiede spiegazioni.
- Altri interpreti: Vincent Heneine (Eliott), Nelly Lawson (Chloé), Thomas Christin (Robin), Guilian Roux (Roman a 8 anni), Nina Bouffier (Valentine), Christian Prat (Marcel), Anne Azoulay (Marina Simon), Anne Le Forestier (Olivia), Mathieu Stortoz (Bertrand), Jérémy B. Williams (Yanis), Jérémie Lachenal (Damien).

## Il karaoke-killer
- Titolo originale: Démon de minuit
- Diretto da: Jérémy Mainguy

### Trama
Un uomo viene trovato morto in strada, ucciso da una decina di pugnalate e senza portafoglio. Lola e Panda seguono il caso, aiutati dal fedele Stan. Sul borsello viene trovata un'impronta del borseggiatore Simon Keller: il ragazzo, così come la vittima, ha su un polso il timbro del locale di karaoke Hacienda. Il gestore Coco spiega che la vittima si chiamava Raphael, era un agente della caserma lì vicino che come alcuni suoi colleghi vi si recava dopo il lavoro, e che l'ultima volta se ne è andato verso l'alba.
La casa dove Raphael Gardon viveva in affitto è stata svaligiata. Panda recupera un orologio caduto nell'acquario che segna l'ora in cui presumibilmente il ladro è entrato, a notte fonda. In base all'autopsia si pensa che l'assassino sia un habitué o un membro dello staff dell'Hacienda, siccome ci sono tratte di polpa di lime ed emerge che l'arma del delitto è una lama corta e seghettata. Panda si finge un nuovo barman e deduce che, per come è organizzato il bar, chiunque avrebbe potuto prelevare il coltello; invece Lola entra come cliente e viene a sapere che Raphael aveva avuto una relazione con la cameriera Nadia, e che i due avevano discusso brutalmente la sera prima.
Panda chiede a Stan, vincitore dell'ultima Karao-Cup, di esibirsi; l'unica a non commuoversi è Nadia, la quale ammette di aver avuto una relazione con Raphael ma che quando ha deciso di lasciarlo lui l'ha presa molto male. La notte dell'omicidio Nadia se n'era andata via prima perché doveva tornare dalla figlia Zoé dato che la babysitter se ne doveva andare; Lola invece ipotizza che prima abbia svaligiato l'appartamento di Raphael e poi lo abbia ucciso. Lola scorta Nadia in centrale mentre Panda fa compagnia a Zoé, la quale gli dice di aver visto la mamma piangere due giorni prima.
Nadia risulta estranea all'omicidio, tuttavia confessa di aver tentato di bruciare nel forno a microonde l'hard disk del computer di Raphael dopo aver simulato un furto nel suo appartamento (per far sì che non risalisse a lei) poiché nel pc c'erano video intimi che Raphael minacciava di pubblicare. I tecnici riescono a recuperare parzialmente un vecchio video dove si sente la canzone Démons de minuit, che Raphael aveva iniziato a dedicare a una vecchia conoscenza che Panda ritiene essere la persona che supplicava Raphael nel video stesso, e che probabilmente voleva vendicarsi per l'aggressione subita.
Nel frattempo, Roman parla con Valentine, della quale è innamorato, del fatto che Panda è il suo padre adottivo e che ricorda pochissimo di suo padre biologico, che era un poliziotto amico di Panda ed era sempre fuori casa. Panda non ha mai raccontato a Roman del suo legame col padre, e il ragazzo ha dubbi sul volerne sapere qualcosa al riguardo. L'ex scassinatrice Thérèse Manion, che lavora al bar di Panda ed era stata mandata in prigione da quest'ultimo, è stufa di coprirlo e pretende che dica a Roman la verità. Alla fine Panda racconta al commissario Messina che ha deciso di adottare il figlio di Marco Torres quando entrò per primo in quello che gli avevano detto essere un "buco squallido", ma che invece era una normalissima camera dove il piccolo Roman aspettava che il padre tornasse dal lavoro; in realtà Marco non era un poliziotto ma un criminale, e dato che Roman era ancora un bambino Panda non se la sentì di dirgli la verità.
Roman scopre che il cavallo regalatogli da Panda (che gli aveva raccontato una storia assurda) apparteneva in realtà all'assassina Marina Simon, e va all' Hacienda dove Panda si sta esibendo al karaoke con Démons de minuit. Accortosi del suo arrivo, Panda lo raggiunge all'esterno del locale per giustificarsi ma a un tratto viene aggredito con un coltello da un uomo incappucciato che fugge dopo essere stato fortuitamente disarmato da Roman. Dal tatuaggio visto al polso dell'uomo, Panda risale alla scuola di pompieri Sale e Pepe, frequentata da Raphael; il caporale Martineau spiega che Raphael faceva l'amico ma in realtà era perfido, ed era stato cacciato perché aveva picchiato un superiore che lo aveva ripreso. Panda e Lola apprendono inoltre che la canzone preferita della caserma è Démons de minuit, cantata per gioco ma di grande motivazione per gli allievi. A una parete sono appese le foto dei vecchi allievi tra i quali Florian, un barman dell'Hacienda, che era stato ritenuto inadatto per quel lavoro e che veniva regolarmente bullizzato dagli altri allievi fino a decidere di lasciare la caserma.
Panda e Lola credono che Raphael fosse quello che più di tutti tormentava Florian. Raphael aveva deciso di provocarlo cantando sempre la stessa canzone, cosa che ha risvegliato in Florian brutti ricordi. Lola si domanda però perché abbia aspettato quattro mesi per vendicarsi, e infatti capisce che è innamorato di Nadia e che aveva deciso di uccidere Raphael dopo averlo visto aggredire la donna. Dopo una telefonata strana, Lola e Panda raggiungono la casa di Nadia e Panda disarma un agitato Florian armato di coltello.
Panda, che da un po' ha notato una certa tristezza in Lola, cerca di tirarle su il morale e farla sfogare. Panda e Roman si riconciliano, ma il primo non se la sente ancora di dirgli la verità su suo padre.
- Altri interpreti: Christian Mazzuchini (Coco), Clémentine Poidatz (Nadia), Roberto Calvet (Florian), Lou Bruston (Simon Keller), Guilian Roux (Roman a 8 anni), Alban Ivanov (Marco Torres), Nina Bouffier (Valentine), Arnaud Agnel (Raphael Gardon), David Faure (cliente dell'Hacienda), Frédéric Roudier (caporale Martineau), Nabila Nina Mekkid (veterinaria), Thomas Trigeaud (affittuario), Ava Altairac (Zoé).

## Io sono Panda
- Titolo originale: Mon nom est Panda
- Diretto da: Jérémy Mainguy

### Trama
Un fenicottero rosa viene ucciso con un colpo di pistola ed un revolver viene ritrovato in un canale. Panda e Lola, seguendo le tracce di questo strano delitto, arrivano a una manade (mandria di tori e cavalli che vivono in semi-libertà e che i gardian sorvegliano a cavallo) chiamata Tenuta Castan, dove regna l'omertà; la proprietaria Gloria è in fuga e un lavoratore stagionale, Kevin Santucci, è scomparso. Nella casa di Gloria viene trovato del sangue, lo stesso che era sul panno che avvolgeva l'arma e il cui gruppo è diverso da quello della donna; il segnale del cellulare di Gloria è scomparso nell'ora successiva agli spari.
Panda e Lola si recano sull'unico luogo dove si trova il tipo di terra rinvenuto sul cavallo in sella al quale Jérémy aveva visto Gloria l'ultima volta, e trovano proprio il cadavere della donna, uccisa con un colpo di pistola all'addome e sepolta in verticale. Si scopre che il ragazzo scomparso in realtà ha un altro nome, e che Jérémy aveva visto Gloria non prima degli spari, ma dopo; Panda e Lola ritengono che il ragazzo non abbia visto Gloria ma Kevin che si era spacciato per lei coprendosi il volto in modo da non essere riconosciuto.
Kevin ha scritto delle lettere anonime utilizzando dei ritagli di giornale, nelle quali augurava a Gloria di finire in prigione per aver ucciso un certo François Pariet: quest'ultimo era un altro lavoratore stagionale che morì dieci anni prima alla tenuta, che a quel tempo era gestita da Manuel Castan, fratello di Gloria e padre di Charlie, noto per il suo alcolismo e accusato di omicidio poiché trovato sbronzo con l'arma del delitto. Il caso venne chiuso molto in fretta, Manuel ricevette il massimo della pena e si suicidò poco dopo in prigione (Charlie aveva invece raccontato alla polizia che suo padre era morto in un incidente); a quel tempo Kevin, il fratello minore di François, aveva dodici anni.
La balistica determina che il proiettile che ha ucciso Gloria non è stato sparato dal revolver recuperato dal canale. Lola crede che Gloria e Kevin si siano sparati a vicenda e che il ragazzo si sia sbarazzato di entrambe le armi nel canale; infatti Panda vi recupera quella mancante. Dopo essersi arrampicati su un albero per sfuggire a un toro e aver discusso un po', Panda e Lola di scambiano un bacio ma si affrettano a chiudere la faccenda come un "eccesso di adrenalina". Grazie alla sua lampada UV, Stan individua una scia di sangue che passa sotto a un armadio posto davanti all'entrata di una stanza dove trovano Kevin moribondo ma ancora vivo.
Dopo essersi ripreso in ospedale, Kevin racconta che tre mesi prima, all'anniversario della morte del fratello, vide di nascosto Gloria piangere sulla sua tomba e chiedere perdono per averlo ucciso; si fece assumere e all'inizio le spediva le lettere nella speranza che confessasse tutto, ma Gloria non cedeva e così l'ha uccisa. Rimangono però ancora dei dubbi sulla modalità del delitto. Jérémy spiega a Panda e Lola che lui e altri lavoratori stanno preparando una fossa per un toro morto il giorno prima, uno dei capi migliori, che vogliono seppellire secondo un'antica tradizione gardiana che prevede che i tori più rispettati siano seppelliti di fronte al mare; la fossa è molto profonda perché seppelliscono i tori in piedi.
Panda e Lola ipotizzano che a uccidere e seppellire Gloria sia stata Charlie dopo aver scoperto la colpa della zia: saputa la verità da Kevin, col quale aveva iniziato una relazione, avrebbe quindi ucciso Gloria dopo che aveva sparato a Kevin, messosi in mezzo, per vendicare sia lui che il padre, e poi avrebbe coperto la fuga di Kevin facendo passare per la zia. Langry, un altro lavoratore, tenta di sparare a Panda e Lola ma Charlie gli dice di fermarsi. Charlie ammette di aver trovato una lettera minatoria in un libro di Kevin, il quale infatti voleva bloccare tutto perché si era innamorato di lei, divenuta più importante della sua vendetta; Kevin fu quindi costretto a dirle tutta la verità. Gloria ammise di essere stata lei ad aver ucciso François e di aver incastrato il fratello; Kevin si mise in mezzo e Charlie sparò a lui per errore, credendo di averlo ucciso; stava per sparare a Gloria quando la donna fu uccisa da Langry.
Langry dichiara di averlo fatto perché Charlie non diventasse una criminale; mentre la ragazza si prendeva cura di Kevin, lui seppellì Gloria come si doveva e fece sparire le armi, e fu sempre lui a fingersi Gloria davanti a Jérémy. Infine, Langry confessa a Charlie di essere stato lui a incastrare Manuel: Gloria era più capace del fratello, il cui alcolismo nuoceva agli affari; spesso litigavano violentemente, e una sera Gloria colpì Manuel col calcio del fucile, stordendolo, ma con l'impatto partì un colpo che uccise François. Gloria intendeva autodenunciarsi ma Langry volle aiutarla, e dopo aver cancellato le sue impronte dal fucile lo mise nelle mani di Manuel, ancora tramortito. Gloria disse a Langry che non aveva il diritto di farlo, ma quando si rese conto che se lei fosse andata in prigione Charlie sarebbe rimasta col padre, finì per accettare; diceva che con quelle bugie avevano assassinato quel ragazzo.
Thérèse intuisce che Panda si è innamorando di Lola e gli consiglia di agire. Tuttavia, ben sapendo che Lola prova ancora dei sentimenti per Eliott, Panda decide di telefonare a quest'ultimo e metterlo al corrente della cosa, e così Eliott e Lola passano una notte insieme.
- Altri interpreti: Lina Alsayed (Charlie Castan), Élodie Buisson (Gloria Castan), Éric Denize (Lancry), Valentin Villard (Kévin Santucci / Kévin Periat), Vincent Heneine (Eliott), Christian Prat (Marcel), Clément Fiori (Jérémy).

## Omicidio al parco acquatico
- Titolo originale: Panda'Splash
- Diretto da: Jérémy Mainguy

### Trama
Catherine Alvarez, la co–proprietaria di un parco acquatico, viene trovata morta in una piscina. Tra i sospettati vi è il marito Sylvain col quale era di fatto separata in casa, il giovane bagnino Adil e il custode notturno Clément, dipendente dal gioco d'azzardo.
Il caso si complica quando sparisce una signora delle pulizie, Cynthia, madre single che portava al lavoro la figlia neonata Mila e per questo aveva discusso con Catherine; Panda deduce che Cynthia abbia visto l'assassino mentre stava pulendo una finestra e che sia stata rapita. In una struttura del parco, Lola e Panda trovano Cynthia legata e imbavagliata, rapita da Sylvain. La notte dell'omicidio quest'ultimo aveva provato più volte a contattare la moglie, la quale alla fine gli aveva detto di trovarsi con un altro uomo, al ché lui nell'ultimo messaggio le ha risposto che l'avrebbe fatta a pezzi; Sylvain però dichiara di non averla uccisa ma di averla trovata già morta dentro la piscina, e di aver rapito Cynthia per evitare che lo denunciasse per qualcosa che non aveva commesso.
Si scopre che Catherine non è morta affogata nella piscina, ma è stata uccisa prima e poi trascinata lì: infatti nel suo corpo è presente del bromo, più stabile alle alte temperature e utilizzato nelle vasche idromassaggio. Lola ritiene che a mandare il messaggio provocatorio a Sylvain sia stato non Catherine ma l'assassino, così da incastrarlo servendosi di Cynthia come testimone. Nella camera di Catherine trovano un mazzo di chiavi che appartiene ad Adil, ma lui afferma di non essere mai andato a letto con lei; nel suo cassetto però c'è una collana che Sylvain aveva regalato alla moglie, inoltre nella cassaforte dei coniugi sono spariti 20mila euro in contanti. Adil tenta di fuggire ma viene fermato da Panda.
Panda fa qualche ricerca e scopre che Clément, in procinto di prendere l'aereo, non giocava solo al poker online ma frequentava spesso anche sale da gioco clandestine, e che deve parecchi soldi a gente pericolosa. Clément avrebbe quindi incastrato Sylvain e Adil, approfittando del suo lavoro al parco per seguire lo sviluppo delle indagini. Inoltre, Panda aveva suggerito a Clément di mettersi al sole e prendere la vitamina D, ma lui non poteva farlo perché è allergico al sole e gli sarebbero usciti degli sfoghi; il giorno prima però lo fece per poter sottrarre le chiavi di Adil e infilare la collana nel suo armadietto.
Clément ribatte che sta bluffando e che i suoi tic nervosi lo dimostrano, ma poi ammette di essere stato lui a uccidere Catherine, dicendo che non ha prove. Panda dice che in effetti la sua era una supposizione, ma che grazie a Thérèse, che si è seduta non lontano da loro con una valigia contenente un registratore, ora ha la sua confessione; poco dopo, Lola e altri agenti intervengono per arrestare Clément. Quest'ultimo poi confessa di aver sedotto Catherine per ottenere i soldi; lei credeva che lui la amasse, ma quando ha scoperto che l'aveva usata voleva affrontarlo ma è stata annegata per essere messa a tacere.
Roman desidera diventare un poliziotto, ma Panda è contrario. Un giorno al commissariato Lola lo vede particolarmente teso e cerca di confortarlo, così lui le rivela di aver ucciso un uomo, Marco Torres, un sospettato e padre biologico di Roman, anche se il ragazzo non lo sa perché gli è stato detto che anche il padre era un poliziotto. Panda ha paura che Roman lo scopra; il ragazzo però ha convinto Stan a fargli visitare il commissariato, e da dietro la porta di un bagno sente tutto.
- Altri interpreti: Marc Citti (Sylvain Alvarez), Alban Ivanov (Marco Torres), Guilian Roux (Roman a 8 anni), Jean-Louis Garçon (insegnante di Roman), Marin Judas (Adil), Etienne Beydon (Clément), Kilia (Cynthia), Rosine e Joan Sordi Fraud (Mila).

## Missione Zen
- Titolo originale: Zéro Zéro Zen
- Diretto da: Jérémy Mainguy

### Trama
Panda indaga sulla morte improvvisa di Benjamin, un ragazzo di 19 anni, avvenuta durante un ritiro zen. Inizialmente la morte sembra essere causata da un ictus, anche se ci sono strani puntini rossi sui polpastrelli, forse dovuti a delle punture. Kim, un'amica di Benjamin, spiega a Panda che il ragazzo aveva perso di recente la madre, morta per overdose di droga, e che non ha mai conosciuto il padre. Tra l'altro nell'appartamento di Benjamin non c'è niente di relativo al mondo zen, quindi risulta strano che si sia iscritto al ritiro. Nel cellulare del ragazzo c'è una registrazione dove lui accusa un uomo di omicidio, perciò il suo arrivo lì era dovuto a questo.
Da dieci anni il ritiro è gestito dai coniugi Côme ed Esther, che prima erano rispettivamente uno psichiatra e una fisioterapista. La porta della camera dove Benjamin dormiva era stata bloccata con un rastrello, dunque qualcuno sapeva che il ragazzo stava per sentirsi male e voleva impedirgli di uscire. L'assassino è uno dei quattro uomini che partecipano al ritiro: il direttore Côme, l'ex dirigente di sicurezza Hervé, il naturopata ed ex spacciatore Yohann, e infine il life coach Alban.
Dopo aver parlato con Alban del fatto che Benjamin avesse molta rabbia dentro di sé in base a un mandala che aveva realizzato, Panda viene a sapere da Hervé che due giorni prima aveva sentito qualcuno camminare con delle ciabatte in piena notte davanti alla sua camera; il rumore delle ciabatte indica che chi le indossava zoppicava, quindi deve trattarsi di Yohann. Panda e Lola ipotizzano che la madre di Benjamin sia morta a causa di una dose fornitale da Yohann, che quindi non avrebbe smesso davvero di spacciare, e che il ragazzo abbia voluto affrontarlo. I due però lo trovano morto in un corridoio a causa di una crisi cardiaca provocata dal fumo di oleandro, quindi è innocente e probabilmente voleva ricattare il vero assassino. Dopo aver notato dove punta un dito di Yohann, Lola alita su un pannello di vetro e vede che lui aveva scritto la lettera A. L'unico il cui nome inizia per A è Alban, ma lui dichiara che la sua unica colpa è stata non aver aiutato Benjamin quando lo aveva visto profondamente sconfortato.
Panda e Lola scoprono che i puntini sui polpastrelli di Benjamin sono dovuti al fatto che aveva scucito e ricucito il proprio cuscino, all'interno del quale aveva nascosto le prove di cui parlava nella registrazione, cioè movimenti bancari a nome di sua madre Virginie; ogni mese venivano registrati dei bonifici di mille euro , oltre a prescrizioni di oppiacei e antidepressivi ordinati da Côme quando era ancora uno psichiatra. La data del primo bonifico risale a dieci mesi dalla nascita di Benjamin: è lui il padre biologico del ragazzo.
Côme confessa che quando era un giovane psichiatra curava i problemi di depressione e droga di Virginie. I due diventarono amanti e Virginie rimase incinta; lui però era sposato e non voleva che lo tenesse, anche perché era drogata, così lei ha preteso soldi e ricette mediche in cambio del proprio silenzio. Quando la donna morì, Benjamin scoprì tutto e volle delle spiegazioni da Côme. Esther afferra una pistola e minaccia Panda, Lola e Stan: dichiara di essersi sentita crollare il mondo addosso, e che per evitare che Benjamin rivelasse come stavano le cose rovinando la loro reputazione hanno deciso di comune accordo di far morire il ragazzo. Esther ha ucciso Yohann perché lui l'ha vista bloccare la porta di Benjamin e voleva essere pagato per stare in silenzio. Panda aggiunge, come conferma Esther, che lei ha ucciso Benjamin premendogli l'arteria carotide durante un massaggio per provocare un coagulo di sangue e il conseguente ictus. Panda si accascia a terra a causa dell'ictus indotto da Esther tramite la stessa manipolazione usata su Benjamin, ma prima di svenire riesce a farla scivolare tirando un tappeto.
Intanto Roman si è rifugiato a casa di Stan e non vuole vedere Panda. Il commissario Messina e Thérèse lo convincono a farli entrare, e il primo spiega come andarono le cose: la polizia dava la caccia a suo padre da mesi e un giorno, dopo l'ennesima rapina, lui e Panda riuscirono a circondarlo; Torres stava per sparare a Messina, e pur di salvargli la vita Panda sparò a bruciapelo a Torres ferendolo a morte; da otto anni, Panda visita la tomba di Torres ogni settimana. Mentre è in coma, Panda ha una "visione meditativa" e immagina di dialogare con Torres il quale, dopo avergli detto che è un buon poliziotto e un buon padre, gli chiede di lasciarlo in pace; per un breve momento Panda va in arresto cardiaco, ma fortunatamente si riprende. Roman e Panda si riconciliano.
Quando Lola torna a casa Eliott le chiede di sposarlo, e lei accetta; mentre si abbracciano lui propone di far fare il testimone di nozze a Panda visto che il merito è suo se sono tornati insieme, e Lola scopre in quel momento che c'è il collega dietro il loro riavvicinamento. Tre settimane dopo, durante una serata al bar di Panda, Lola rivela a Panda di sapere che è merito suo se è tornata insieme a Eliott, e dopo un breve battibecco si baciano.
- Altri interpreti: Charlie Dupont (Alban Cujol), Inès Ouchaaou (Kim), Guilian Roux (Roman a 8 anni), Vincent Heneine (Eliott), Alban Ivanov (Marco Torres), Jeanne Arènes (Esther), Riad Gahmi (Côme Schneider), Florent Dupuis (Yohann Le Tallec), Pascal Turmo (Hervé Dumas), Ugo Stoppa (Benjamin Royer).